# Der Superspion
Der Superspion (Originaltitel: A Southern Yankee) ist eine US-amerikanische Filmkomödie aus dem Jahr 1948 von Edward Sedgwick. Der von Metro-Goldwyn-Mayer produzierte Film basiert auf einer Geschichte von Melvin Frank und Norman Panama, die wiederum Motive aus Buster Keatons Der General aus dem Jahr 1926 aufgreift.

## Handlung
Aubrey Filmore arbeitet während des Amerikanischen Bürgerkrieges als Hotelpage im Palmer Hotel in St. Louis. Aubreys Traum ist, konföderierte Spione zu fangen. Darum bewirbt er sich beim Secret Service, wird aber von Colonel Baker abgelehnt. Baker informiert seine Leute, dass die Ankunft des berüchtigten Südstaatenspions Grey Spider erwartet wird.
Aubrey kann Major Drumman als Grey Spider identifizieren. Drumman will Aubrey in eine Uniform der Konföderierten zwingen, um ihn dann als Spion zu erschießen. Aubrey knockt Drumman unabsichtlich aus und verliebt sich spontan in die gerade eintretende Sallyann Weatharby, die dem ihr unbekannten Spion helfen soll. Aubrey gibt sich als Drumman aus und will mit ihr zu einem Treffen konföderierter Spione gehen. Vorher kann er Colonel Baker einen Hinweis geben.
Auf dem Treffen wird ihm der Schlachtplan der Unionstruppen übergeben, den er General Watkins übergeben soll. Hierfür soll er sich mit Sallyann in einem Lazarett an der Front treffen. Aubrey übergibt die Pläne an Colonel Baker, der sie umschreibt. Aubrey soll die gefälschten Pläne hinter den feindlichen Linien einem Spion der Nordstaaten übergeben. Audrey steckt die Pläne in seine Jacke und die Anweisungen für den Spion in seinen Stiefel.
An der Front versucht Aubrey mit einem Trick durch die Linien zu kommen. Er trägt auf der einen Seite die Hälfte einer Uniform der Union, auf der anderen Seite die Hälfte einer Uniform der Konföderierten. Allerdings wird er nun von beiden Seiten angegriffen und geht k. o. Er wird ins Lazarett gebracht, wo Sallyann schon auf ihn wartet. Ihrem Verlobten Kurt Devlynn erzählt sie, sie habe sich in Drumman verliebt. Aubrey kann sich aus dem Lazarett schleichen.
Devlynn überzeugt seinen Freund Captain Calbern mit seinen Männern Drumman (Aubrey) aufzugreifen und sich der Pläne zu bemächtigen. Jedoch kann Aubrey, der die Verkleidung nicht durchschaut, Calberns Männer so irritieren, dass sie die Flucht ergreifen.
Aubrey erreicht die Plantage von Sallyanns Vater. An Stelle der Schlachtpläne übergibt er ihm die Anweisungen für den Spion. Die Konfusion bringt es mit sich, dass alle Beteiligten – Aubrey, Colonel Weatharby, Devlynn, Calbern, Sallyann und der Unionsspion Captain Lorford – sich ständig gegenseitig die Papiere abjagen. Letztendlich erhält General Watkins die Pläne und Lorford seine Anweisungen.
Lorford beauftragt Aubrey, die Schlachtpläne der Konföderierten zu besorgen und zu Colonel Baker zu bringen. Aubrey ist jedoch dabei, Sallyann den Hof zu machen, die auf eine schnelle Heirat drängt. Devlynn ist sich sicher, dass ein Spion der Union auf der Plantage ist, und bereitet eine Falle vor. In die gerät jedoch der echte Drumman, der es geschafft hat, die Plantage zu erreichen, um seine Mission fortzusetzen. General Watkins glaubt, der echte Drumman sei der Spion, und händigt Aubrey die Pläne aus. Nun kommt Drummans Vater auf der Plantage an, von Sallyann zur Hochzeit eingeladen. Er identifiziert seinen Sohn als den echten Drumman, was Aubrey vor ein Erschießungskommando bringt. Kurz vor der Hinrichtung kommt die Kunde, dass der Krieg vorbei sei, was Aubrey rettet. Nun kann er die ihn immer noch liebende Sallyann heiraten.

## Produktion
Gedreht wurde der Film von Mitte Januar bis Ende Februar 1948 in den MGM-Studios in Culver City sowie auf der Providencia Ranch in Los Angeles. Nachdrehs wurden im Mai 1948 gefertigt.
Der ursprüngliche Regisseur des Films war S. Sylvan Simon, der den Hauptteil inszenierte. Simon verließ nach Ende der Dreharbeiten MGM und wurde im Filmabspann nicht erwähnt. Für benötigte Nachdrehs wurde Edward Sedgwick engagiert und als Hauptregisseur genannt.

## Stab und Besetzung
Cedric Gibbons und Randall Duell waren die Filmarchitekten, Edwin B. Willis und Arthur Krams die Szenenbildner. Die Kostüme kreierte Arlington Valles. Douglas Shearer war für den Ton verantwortlich, Warren Newcombe für die Spezialeffekte. Buster Keaton schrieb und überwachte einige Gags des Films.
Abgedrehte Szenen mit Byron Foulger, Addison Richards und Pierre Watkin wurden in der Postproduktion herausgeschnitten.
In kleinen nicht im Abspann erwähnten Nebenrollen traten Richard Alexander, Louise Beavers, Lane Chandler, Harry Cording, Jeff Corey, George DeNormand, John Hart, Paul Harvey, Weldon Heyburn, Ian MacDonald, Gene Roth, Glenn Strange, William Tannen, Robert J. Wilke, Harry Wilson und Harry Lewis Woods auf.

## Synchronisation
| Rolle              | Schauspieler      | Deutscher Synchronsprecher |
| ------------------ | ----------------- | -------------------------- |
| Aubrey Filmore     | Red Skelton       | Wolfgang Neuss             |
| Kurt Devlynn       | Brian Donlevy     | Siegfried Schürenberg      |
| Sallyann Weatharby | Arlene Dahl       | Dagmar Altrichter          |
| Major Drumman      | George Coulouris  | Ernst Schröder             |
| Cpt. Lorford       | Lloyd Gough       | Friedrich Joloff           |
| Cpt. Calbern       | John Ireland      | Günter Pfitzmann           |
| Col. Weatharby     | Charles Dingle    | Walther Suessenguth        |
| Col. Baker         | Art Baker         | Alfred Balthoff            |
| Fred Munsey        | Reed Hadley       | Hans Wiegner               |
| Hortense Dobson    | Joyce Compton     | Agi Prandhoff              |
| Hausfrau           | Louise Beavers    | Anneliese Würtz            |
| Lazarettarzt       | Cliff Clark       | Hugo Schrader              |
| Sergeant           | Jeff Corey        | Herbert Weißbach           |
| Zahnarzt           | Harry Lewis Woods | Franz-Otto Krüger          |

## Veröffentlichung
Die Premiere des Films fand am 5. August 1948 statt. In der Bundesrepublik Deutschland kam er am 6. August 1954 in die Kinos, in Österreich im Oktober 1954.

## Kritiken
Das Lexikon des internationalen Films schrieb: „Etwas Persiflage und deftige Slapstickkomik in einem Film, der nicht ohne Geschick Motive aus Buster Keatons Stummfilm Der General (1926) abwandelt.“